# Bootleg (muziek)
Een bootleg binnen de muziekindustrie is een audio-opname of een verzameling hiervan op grammofoonplaat of cd, die niet officieel is uitgebracht op een platenlabel. Die eerste bootleg was een verzameling van Bob Dylan-opnames uit 1961, plus diverse studio-opnames en zeven nummers van de The Basement Tapes-sessies, allemaal onder de naam 'The Great White Wonder' vanwege het witte label en de witte hoes.
Letterlijk is het de schacht van een laars, waarin dingen werden verborgen om te smokkelen. Dit gaat terug tot de 17e eeuw, maar werd vooral bekend door de Amerikaanse drooglegging in de jaren 1920, toen het maken en verhandelen van alcoholische drank was verboden. Zo werd bootleg een begrip voor iets illegaals, te beginnen met de verkoop van alcoholische dranken waarvoor geen belastingen betaald zijn. De term bootleg wordt sindsdien veelal gebruikt voor op illegale wijze vervaardigde of bemachtigde producten.
Een bootleg is niet hetzelfde als een - al dan niet illegaal - gekopieerde cd of muziekcassette: bootlegs bevatten muziek die officieel niet uitgebracht is, zoals live-opnames en alternatieve outtakes.

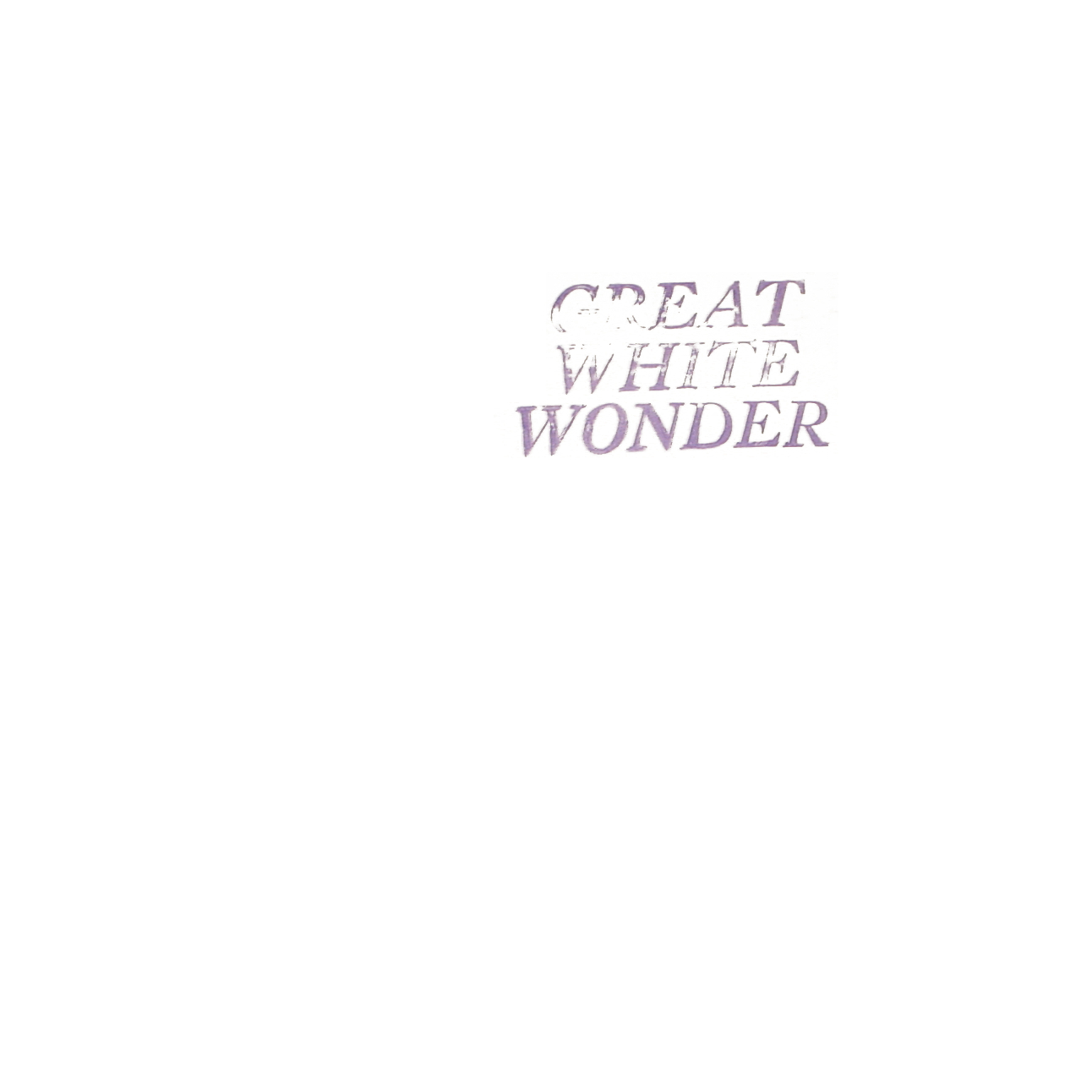
Bob Dylan - Great White Wonder

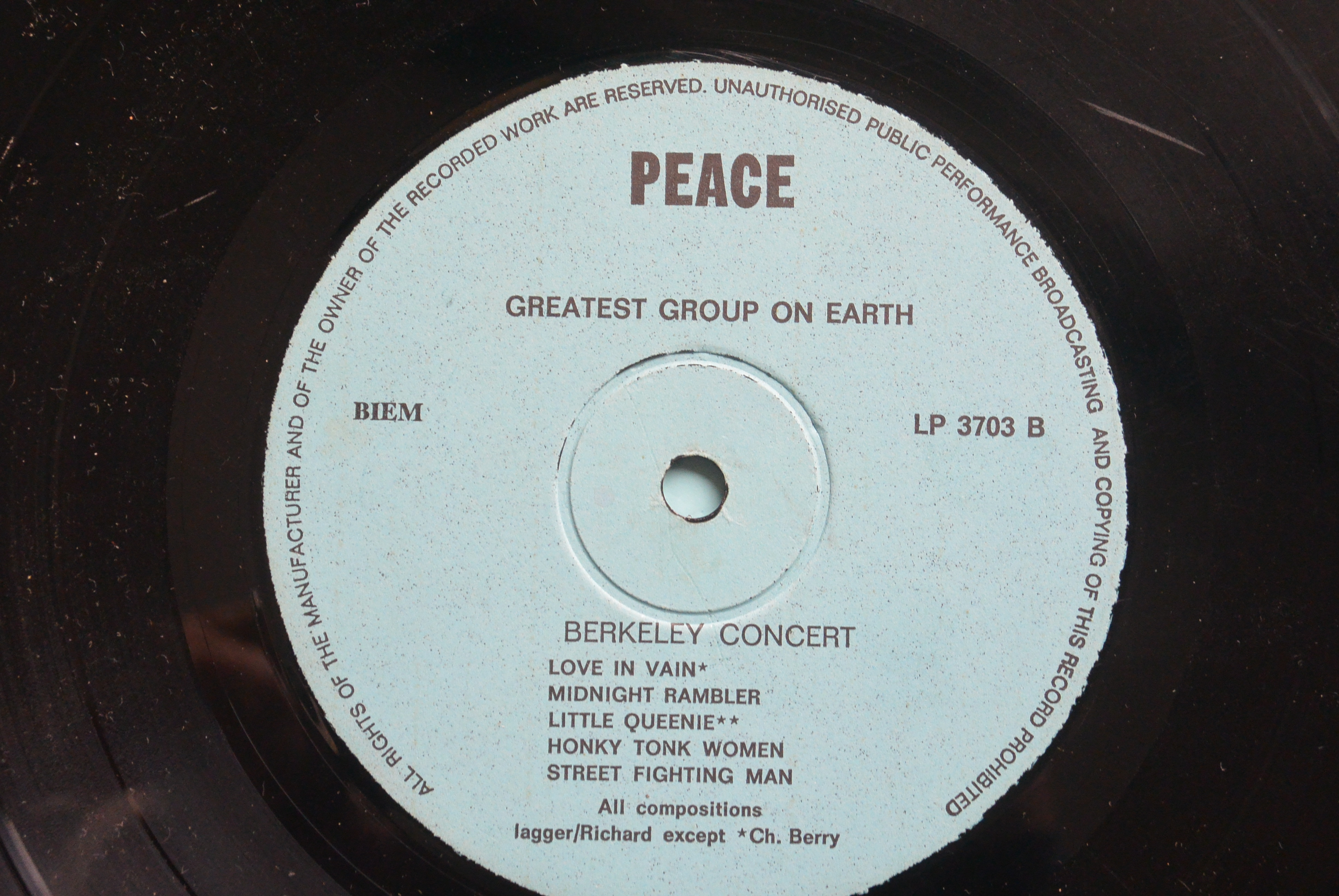
Bootleg LP Rolling Stones 1969
Love in Vain is niet van Chuck Berry maar van Robert Johnson

## De eerste bootlegs (op vinyl)
In de zomer van 1969 verscheen in een aantal platenzaken in Los Angeles een set met twee lp's met een wit label en witte hoes verpakt in zwart karton. Op de 2 lp's stonden o.a. een aantal songs van Dylan en The Band, die als demo opgenomen waren, en waar andere artiesten succes mee hadden, zoals Julie Driscoll' met This Wheel's on Fire en Manfred Mann met Mighty Quinn. Het was de eerste rock-bootleg (makers onder pseudoniem waren 'Dub' Taylor en 'Ken' Douglas) en bracht een hele industrie voort die zich toelegde op het beschikbaar stellen van niet-officiële opnames voor de fans, meestal live optredens of niet-uitgebrachte opnames van opnamesessies.
Hoewel 'Great White Wonder' alleen als illegale kopie bestond, werd de muziek door Billboard hoger gewaardeerd dan het ongeveer tegelijkertijd uitgebrachte officiële Dylan-album 'Self Portrait', waarop vrijwel geen enkele eigen compositie van Dylan stond.
In Nederland verscheen rond die tijd een vergelijkbare bootleg van Dylan onder de naam 'Daddy Rolling Stone', 2 lp's waarvan 1 met de basement tapes en 1 met akoestische opnames, ook op een aantal 'Great White Wonder' bootlegs stond 'Made in Holland', waarschijnlijk vanwege de in Nederland liberale wetten.
In 1969 waren naast Dylan alleen The Beatles en The Rolling Stones beroemd genoeg voor een vraag naar bootlegs, later kwamen daar Led Zeppelin en Bruce Springsteen bij.
In 1970 recenseerde Greil Marcus in Rolling Stone de Wonder- opvolger Stealin ' , de Plastic Ono Band's 'Live Peace in Toronto' , en de Stones lp 'Live'r Than You 're Ever Be' (ook opgenomen en uitgebracht door Dub), en kwalificeerde ze niet als collector's item, maar als waardevolle nieuwe platen. 'Dub' was een van de oprichters van het bootleg-platenlabel Trade Mark of Quality (TMOQ of TMQ).

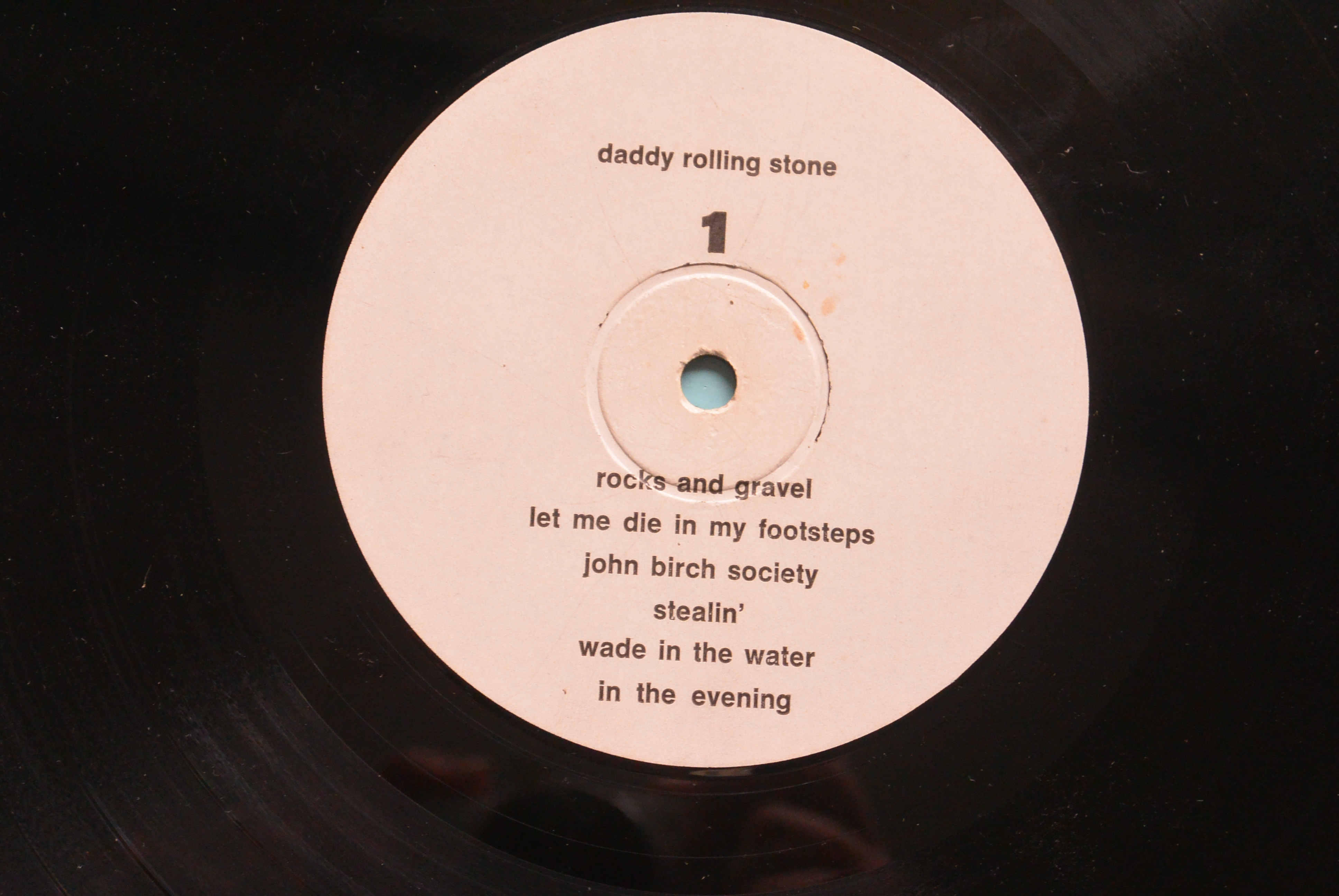
Bootleg LP Bob Dylan Daddy Rolling Stone

### Juridische aspecten
De platenlabels, wel gewend om artiesten - desnoods voor de rechtbank - aan hun contract te houden, waren nog niet erg actief tegen de illegale praktijken van de bootleggers. Voor de artiesten lag het anders.
- Dylan had geen verplichtingen meer naar zijn platenlabel CBS, maar moest muziek schrijven krachtens een overeenkomst met John H. Hammond en de muziekuitgeverij 'Witmark Music', dit waren de Basement Tapes opnames. De andere songs op 'Great White Wonder' waren oude Witmark-demos uit het begin van de jaren 1960, zodat Dylan en CBS geen direct belang bij de bootleg hadden. CBS heeft wel privédetectives ingehuurd om 'Dub' en 'Ken' op te sporen.
- The Rolling Stones lagen in scheiding met hun manager Allen Klein en platenlabel Decca Records, Decca reageerde snel door het album onder de naam Get Yer Ya-Ya's Out! officieel uit te brengen.
- John Lennon had moeite om een label te vinden dat zijn Plastic Ono Band wilde uitbrengen.

In Nederland was Buma/Stemra wel actief tegen de witte platenhandel, maar pas vanaf 1977. In de beginjaren werden de bootlegs boven de toonbank verkocht, maar na het uitdelen van boetes ging de verkoop weer ondergronds.

## Jaren 1970
In de jaren zeventig breidde de bootleg-industrie in de VS zich snel uit, wat samenviel met het tijdperk van stadionrock of arena-rock. Er werden enorme aantallen opnames uitgegeven met winstoogmerk door bootleglabels zoals Kornyfone en TMQ. De grote aanhang van rockartiesten creëerde een lucratieve markt voor de massaproductie van onofficiële opnames op vinyl, aangezien het duidelijk werd dat steeds meer fans bereid waren deze te kopen. Bovendien maakte de enorme menigte die naar deze concerten kwam het moeilijk om het publiek effectief te controleren op de aanwezigheid van geheime opnameapparatuur. Led Zeppelin werd al snel een populair doelwit voor bootleggers vanwege de kracht en frequentie van hun liveconcerten; Bruce Springsteen en de E Street Band namen in de jaren zeventig talloze concerten op voor radio-uitzendingen, wat resulteerde in veel bootlegs van Springsteen.
The Pink Floyd bootleg 'The Dark Side of the Moo' was een compilatie van vroege singles en B-kantjes. Toen het werd uitgebracht, was het de enige manier om de studioversie van "Astronomy Domine" in de VS te horen, aangezien het niet was opgenomen op de Amerikaanse uitgave van 'The Piper at the Gates of Dawn'.

## Jaren 1980
Cassettes en video's zorgden voor een nieuw tijdperk in de illegale handel, ze waren gemakkelijker te maken, beter te vervoeren en konden goedkoop worden verkocht. Platenbeurzen bloeiden op met hectares goedkope dayglo-inlays waar elke denkbare band te zien was. Veel verkopers lieten mensen eerst naar de bootlegs luisteren, wat de kwaliteit (aanvankelijk vreselijk) opdreef. Er ontstond een bloeiende industrie door bij bijna elk optreden bandrecorders op de mengtafel te plakken. Glastonbury Festival en andere grote festivals hadden kraampjes waar je opnames kon kopen van bands die nog maar een paar uur eerder hadden gespeeld. Pas in de vroege jaren 1990 werden deze kraampjes geweerd.
Bij de komst van de cd midden jaren 1980, waren de platenmaatschappijen van plan om het illegaal kopiëren onmogelijk te maken, middels een kopieerbeveiliging. Het systeem faalde en al snel overspoelden Live-cd's de markt. Door mazen in de wetgeving in Italië en Duitsland te gebruiken werden enorme aantallen cd's gebrand, hadden de bootleggers uitstekende catalogi met titels op de inlays en konden verzamelaars direct kopen.
In de Verenigde Staten werden de importeurs van bootleg-cd's uiteindelijk voor belastingontduiking gepakt in plaats van voor ontduiking van het auteursrecht, in het Verenigd Koninkrijk zorgden eindeloze juridische gevechten ervoor dat de handhavingsinstantie van Music Industries, de BPI (British Phonographic Industry), bijna failliet ging. Uiteindelijk gingen de bootleggers toch ondergronds.
Het bekendste bootleg-album uit de jaren 1980 is The Black Album (Prince) van Prince, waarvan meer dan 200.000 exemplaren verkocht zijn.

## Jaren 1990
Eind jaren negentig nam de handel in digitale bootlegs via het internet toe, waardoor de vraag naar fysieke bootlegs sterk afnam. Napster bood de mogelijkheid muziekbestanden in MP3-formaat te delen. Artiesten reageerden gemengd op het online delen van bootlegs; Bob Dylan stond fans toe archiefopnames te downloaden van zijn officiële website, terwijl Metallica in 1999 een rechtszaak tegen Napster aanspande.

## De 21e eeuw
Met de komst van YouTube ontstond er een nieuw kanaal om bootleg-opnames te delen. De eigenaar van YouTube, Google, is van mening dat het volgens een bepaling in de Digital Millennium Copyright Act (DMCA) niet verantwoordelijk kan worden gehouden voor de inhoud, waardoor bootleg-media erop kunnen worden gehost zonder bang te hoeven zijn voor een rechtszaak.
Volgens een rapport uit 2012 in Rolling Stone hebben veel artiesten nu geconcludeerd dat het volume van bootlegs op met name YouTube zo groot is dat het contraproductief is om een verbod van downloads het af te dwingen, en dat ze het in plaats daarvan beter als een marketingtool zouden moeten gebruiken. Muziekadvocaat Josh Grier heeft gezegd: "De meeste artiesten hebben er een beetje aan toegegeven."